# 幸町 (基隆市)

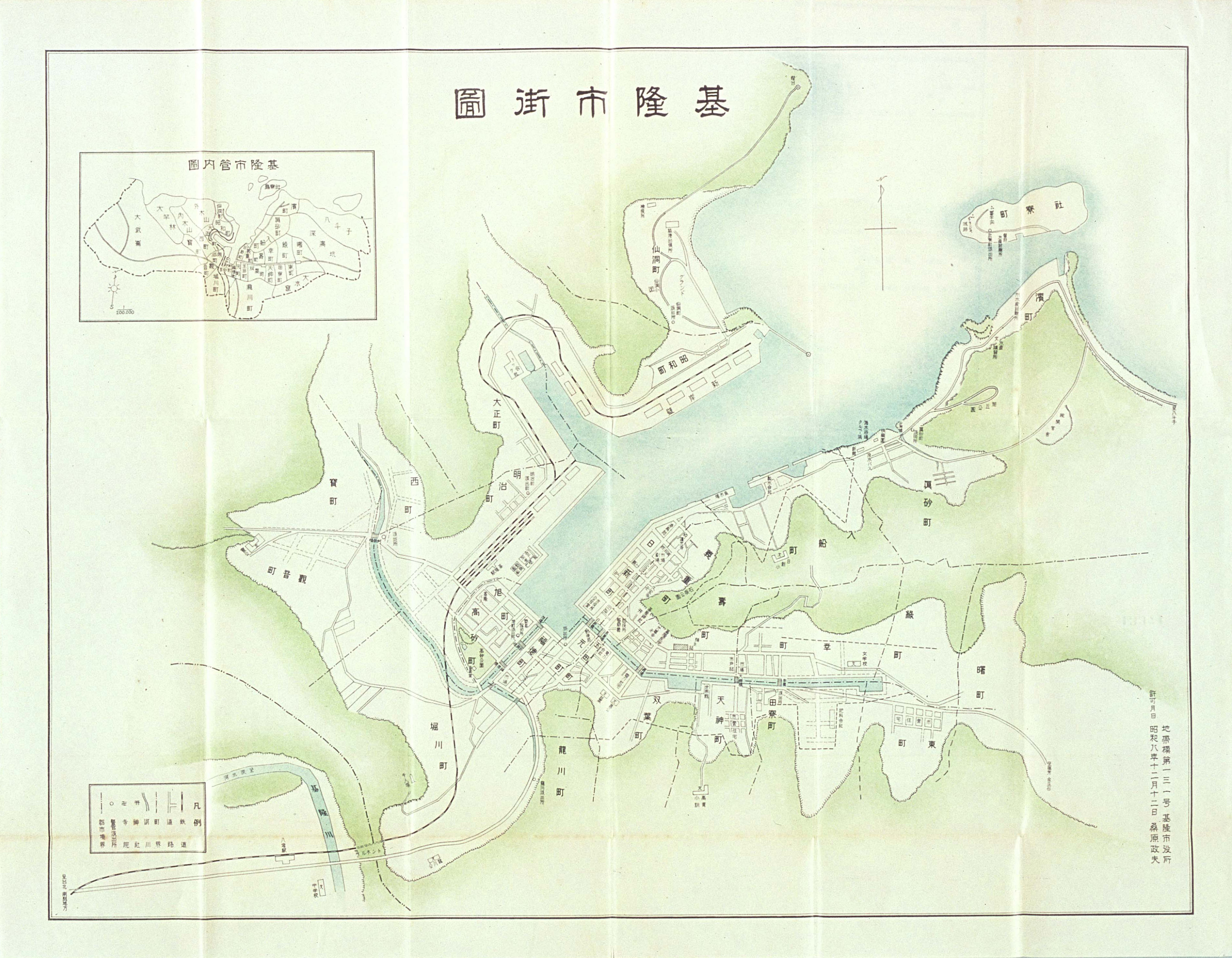
基隆市街圖

幸町為台灣日治時期臺北州基隆市的一個町，於基隆市自昭和6年（1931年）10月1日實施町名改正後設置，位於基隆高等女學校至基隆無線電信局一帶；當地原屬於基隆市大字田寮港。
幸町約為現今地籍東信段的範圍，約為信義區義幸里、義民里、義和里。

## 町內設施
一丁目
- 基隆無線電信局
- 幸町食料品小賣市場
- 基隆幸町郵便局
- 真宗大谷派基隆布教所

二丁目
三丁目
四丁目
- 基隆高等女學校（今基隆女中）